# Pendro
 (janvier 2019).
Pendro ou Pendru (kurde : پێندرۆ, Pêndrû) est un village kurde du Kurdistan irakien situé dans la province d'Erbil, près de la frontière avec la Turquie, à environ 18 km au nord de Barzan. 
La population est de plus de 2 540 personnes. Il se trouve dans une vallée entourée de sommets bas et du mont Butin qui est à environ quatre kilomètres au nord-est de Pendro. Le canyon de Sardav se trouve également à environ quinze minutes à pied de l'extrémité nord du village. Les villages de Banan et Shive se trouvent au nord de Pendro, Derek au nord, Edlbey et Zet à l'est, Selke, Stope et Guiza Walati au sud, Binavye et Navkorka à l'ouest, Dezo et Spindare au nord-ouest. La région de Pendro couvre plus de 10 km2. Le terrain est très montagneux, à l'intérieur des Zagros ; moins de 10 % de Pendro est inférieur à 1 225 m, et son point culminant est de 2 534 m. Toute la population parle des dialectes bahdinis locaux, le kurde étant leur langue maternelle, et le kurde central, sous sa forme standard, est la langue officielle du Kurdistan.

## Histoire
L'histoire de Pendro remonte au moins à l'ère du règne de l'émirat de Badinan à Amadiya, qui s'est terminée en 1843. Pendro est habitée par le clan Muzuri depuis des centaines d'années. Muzuri est l'une des plus anciennes tribus kurdes du Kurdistan. La tribu est mentionnée pour la première fois par Sharafkhan Bidlisi dans son livre Sharafnameh en 1597. Le terrain, boisé et montagneux, a favorisé le mouvement nationaliste et social kurde. Au cours de l'histoire, la région a été envahie à plusieurs reprises par des puissances extérieures. Pendro et d'autres villages de la région constituaient la plus grande menace géopolitique de l'ennemi. Plusieurs fois, les villageois ont été forcés de partir et ont détruit leurs villages. De nombreux habitants ont rejoint la première révolte de Barzan, qui a pris fin en 1932. Shaykh Ahmed Barzani a ensuite été contraint de s'enfuir en Turquie avec 400 familles Barzani. Ce nombre comprend 31 familles de Pendro. Une décennie plus tard, en 1943, Mustafa Barzani s'évade de son exil à Souleimaniye et retourne à Barzan. Un certain nombre d'hommes du village le rejoignent peu après, capturant et désarmant la police locale. Un affrontement sanglant entre les officiers du renseignement Barzani et de l'armée à lieu à Pendro. Cet affrontement entraîne la mort des trois officiers du renseignement de l'armée irakienne, c'est le début de la révolte de Barzani (1943). L'occupation de Barzan le 7 octobre 1945 par l'Irak contraint Barzani à ordonner à ses forces de se retirer de la région et de pénétrer dans le Kurdistan iranien avec près de trois mille hommes, dont 165 provenant de Pendro. 

## Géographie
Pendro se trouve à une altitude de 1 325 m et couvre une superficie de plus de 10 km2. Il est situé dans le nord du Kurdistan. Le terrain est principalement constitué de montagnes et de colline, avec de très petites plaines à pentes modérées. Le point le plus bas est le ruisseau Chema, à 1 174 mètres, et le plus haut, le mont Butin, à 2 534 mètres, dans la Chema, juste à l'ouest du confluent des nombreux ruisseaux. 

## Démographie

### Population
Pendro est le 3e village de la tribu Muzuri en termes de population. Lors du recensement de 2017 mené par Muhammadali Sayid Pendroi, le village avait une population de 2 547 habitants, 50,65 % de femmes et 49,35 % d'hommes. Plus de la moitié d'entre eux vivent à Bahirka depuis 1978.
| Rang  | Lieu      | Ménages |
| ----- | --------- | ------- |
| 1     | Bahirka   | 342     |
| 2     | Erbil     | 67      |
| 3     | Pirmam    | 59      |
| 4     | Soran     | 46      |
| 5     | Barzan    | 18      |
| 6     | Dohuk     | 16      |
| 7     | Rezan     | 11      |
| 8     | Ble       | 9       |
| 9     | Syrye     | 5       |
| 10    | Zakho     | 1       |
| 11    | Selke     | 1       |
| 12    | Gureto    | 1       |
| 13    | Shaneder  | 1       |
| 14    | Shakholan | 1       |
| Total | 14        | 578     |

| Rang  | Pays        | Ménages |
| ----- | ----------- | ------- |
| 1     | États Unis  | 10      |
| 2     | Allemagne   | 8       |
| 3     | Suède       | 7       |
| 4     | Russie      | 5       |
| 5     | Danemark    | 5       |
| 6     | Pays-Bas    | 4       |
| 7     | Royaume-Uni | 3       |
| 8     | Canada      | 2       |
| 9     | Australie   | 1       |
| Total | 9           | 45      |

### Éducation

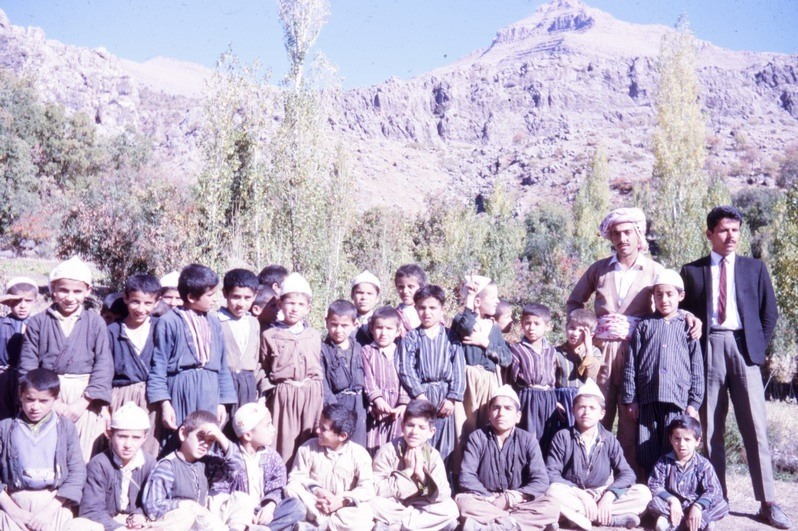
Élèves et enseignants de l'école primaire Pendro (1968)

Selon un recensement de 2017 par Muhammadali Sayid Pendroi, Pendro est l'un des villages les plus instruits du district de Mergasor. Plus de 50 % des adultes ont un diplôme de premier cycle universitaire.
| Rang  | Étape                              | Homme | Femme | Total |
| ----- | ---------------------------------- | ----- | ----- | ----- |
| 1     | Première année à la douzième année | 343   | 310   | 653   |
| 2     | Université                         | 49    | 52    | 101   |
| 3     | Établissements d'enseignement      | 16    | 17    | 33    |
| 4     | Doctorat                           | 4     | 1     | 5     |
| 5     | Maîtrise                           | 1     | 1     | 2     |
| Total | 5                                  | 423   | 371   | 794   |

| Rang  | Diplôme et diplôme | Homme | Femme | Total |
| ----- | ------------------ | ----- | ----- | ----- |
| 1     | Université         | 131   | 98    | 229   |
| 2     | Institution        | 65    | 77    | 142   |
| 3     | Maîtrise           | 14    | 4     | 18    |
| 4     | Doctorat           | 4     | 2     | 6     |
| 5     | Haut diplôme       | 2     | 0     | 2     |
| Total | 5                  | 216   | 181   | 397   |

## Faune
La protection de l'environnement à Pendro et dans d'autres parties des tribus de Barzani, a commencé sous la direction de Khudan. Il a interdit la coupe d’arbres et la chasse aux animaux sauvages, en particulier celle de la chèvre. L'environnement est progressivement pris en compte depuis les années 1980.

### Flore

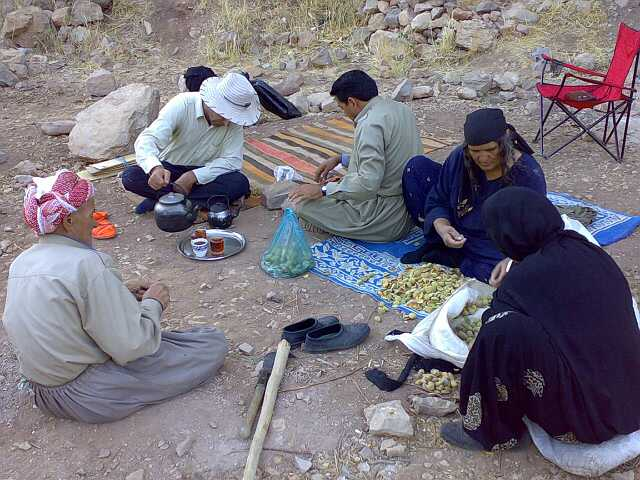
Après la récolte, les villageois retirent les coques d’Amandier, Pendro (2007)

Pendro compte une centaine d'espèces de plantes ; certaines ont été introduites. Plus de 70 % de la superficie de Pendro est boisée.